# (6489) Голевка
(6489) Голевка (англ. Golevka) — околоземный астероид из группы аполлонов, который помимо этого входит в состав семейства Алинды и из-за значительного эксцентриситета орбиты в процессе своего движения вокруг Солнца пересекает орбиты Земли и Марса, далеко заходя в пояс астероидов и приближаясь к орбите Юпитера. Астероид открыт 9 мая 1991 года Элеанорой Хелин с помощью 46-см шмидтовского телескопа в Паломарской обсерватории, США, и получил первоначальное обозначение 1991 JX.

Орбита астероида Голевка и его положение в Солнечной системе

В 1994 году Александр Зайцев, проанализировав орбиту околоземного астероида 1991 JX, обнаружил, что в период сближения с Землёй астероид будет виден одновременно из Евразии и Америки, что позволит для его радиолокации впервые использовать межконтинентальную радиолокационную систему, состоящую из наиболее мощного передатчика в Голдстоуне (США) и крупнейших приёмных антенн северного полушария. Под научным руководством Александра Зайцева в июне 1995 года предложенный эксперимент был успешно осуществлён, всего в нём приняло участие 6 приёмных станций. Были определены максимальный и минимальный размеры астероида 1991 JX и синтезирован его полярный силуэт, показавший, что астероид имеет сравнительно плоские грани и угловатую форму, что характерно для обломка более крупного небесного тела. По результатам эксперимента было создано компьютерное изображение астероида.

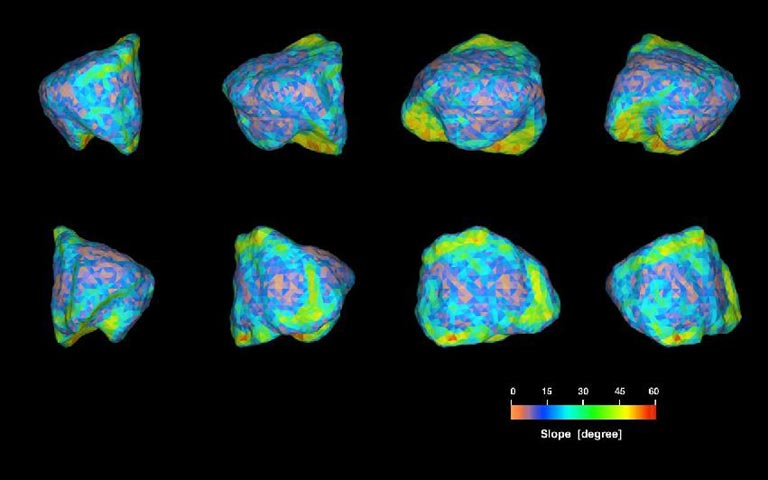
Топологическая карта астероида Голевка

По предложению Зайцева этот астероид получил постоянное имя Гол-Ев-Ка (англ. Gol-Ev-Ka), составленное из первых слогов (Голдстоун — Евпатория — Касима) станций дальней космической связи в Голдстоуне, Евпатории и Касима (Япония), где удалось обнаружить эхосигналы от астероида (всего в эксперименте было задействовано 6 станций космической связи: кроме перечисленных выше, это Медвежьи Озера в России, Хаппельхайм в Германии и Усуда в Японии).